# Папоце
Папо̀це (на италиански: Papozze, на местен диалект: Paposse, Папосе) е село и община в Северна Италия, провинция Ровиго, регион Венето. Разположено е на 5 m надморска височина. Населението на общината е 1658 души (към 2012 г.).